# Pötréte
Pötréte község Zala vármegyében, a Nagykanizsai járásban, a Zalai-dombságban, az Egerszeg–Letenyei-dombság területén.

## Fekvése
Zala vármegye középső részén, a Szévíz völgyében fekszik, Zalaegerszegtől 29, Nagykanizsától 28, Lentitől 40, Keszthelytől pedig 28 kilométerre.
Kelet-nyugati irányban a 74-es főutat a Principális-csatorna völgyében futó, Nagykanizsa-Pacsa közti 7527-es úttal összekötő 7532-es út halad végig a település központján.
Közigazgatási területén áthalad a Szombathely–Nagykanizsa-vasútvonal is, amelynek megállója is van itt (Pötréte megállóhely).

## Története
Pötréte első írásos említése a 13. század közepéről, 1269-ről való. Ekkor a település Petréte név alatt szerepel. Nem lehet pontosan tudni, honnan származik a név; keletkezhetett a Petrus személynév rövidüléses formájából, a Pétre réte birtokos szerkezetből. Nem zárható ki az sem, hogy a név szláv eredetű.
Pötréte első írásos említésekor IV. Béla Csák orbászi ispánnak adott a zalai vár petrétei és bezzegdi birtokaiból hat ekealja földet cserébe. 1379-ben aztán Rajky Péter egy oklevéllel akarta igazolni, hogy az említett birtokot IV. László 1273-ban Rajky Pósának és Jánosnak adományozta. Rajky elvesztette itteni birtokát is, miután kiderült, hogy a felmutatott oklevél hamisítvány. Két évvel később Nagy Lajos király Rajky Baltram Istvánnak ajándékozta a birtokot.
Pötréte neve legközelebb 1531-ben tűnik fel. Ekkor a Rajky családnak 10,5, Sarkán Jánosnak 25 portája volt a településen. 1548-ban ehhez még 12 házat építettek. 1550 után elzálogosították, majd eladták a területet. 1572-ben a birtok már a veszprémi püspökség tulajdona volt.
A török megszállás idején a falut többször felégették, ennek következtében lepusztult, lakosai elmenekültek. 1690-ben puszta faluként említik írásos emlékek, ekkor Turupolly Péter volt a terület birtokosa. 1699-ben 2 lakott jobbágytelekről és 9 adózóról számolnak be a források. 1701-ben 7 gazda élt a településen.
A 18. század elején a lakosság száma egyre növekedett, a század közepén már 23 gazda élt a faluban. 1757-ben az összlakosság száma 224 fő. Ekkor az emberek megélhetésképpen méhészettel is foglalkoztak. 1771-ben már 330-an laktak a településen. Egy 1776-os forrásból kiderül, hogy a pölöskei uraság vámot szed a vásárral járó lakosoktól. 1819-ben már 368 a község lélekszáma, az emberek összesen 54 házban éltek. Ezekben az években a település újra a Rajky család tulajdonában van.
1848-ban 438-an laktak a faluban. Az állattenyésztés, méhészkedés továbbra is jelentős.Tanító is lakott már ekkor Pötrétén, de csak kevés gyermeket oktathatott, írni-olvasni tudó nemigen volt. Ez csak a századfordulóra változott meg. Egyre több lett a tanult ember, főleg, miután 1925-ben megnyitotta kapuit az új kéttantermes római katolikus iskola.
1945 előtt több földbirtokosnak is volt birtoka Pötrétén. Közülük a legjelentősebb az 500 hold területtel rendelkező (Pötréte területét ekkor 2473 holdban állapították meg) Grunner Gyula. A parasztoknak általában 8 holdnyi földjük volt. Termékeiket a kanizsai piacra vitték eladni.
1948-ban még van alsó tagozatos oktatás a településen, felső tagozatba Felsőrajkra vagy Hahótra járnak a tanulók. 1958-ra kultúrház nyílt a faluban. A lakosság katolikus vallású, a templomban heti három alkalommal kerül sor istentiszteletre. A község a Felsőrajki körzethez tartozik a jelenlegi háziorvosi szolgálat tekintetében, onnan jár ki rendelni heti egy alkalommal az orvos.
1970-től tőzeget bányásznak a falu határában. A Pápai Talajerő gazdálkodási vállalat kezdte meg a tőzeg hasznosítását. 1972-ben sertéstelep létesült, amely több húsüzemet is képes volt ellátni.
Az 1970-es évek végéig önálló sportegyesület működött, mely 1980-ban egyesült Felsőrajkkal. 1989-ben vezetékes ivóvízrendszer került átadásra, minden lakásba bevezették a vizet. Ugyanebben az évben a II. világháború áldozatainak emlékére a lakók emlékművet állíttattak. A település 1955-ben épült közútjai 1993-ban felújításra kerültek, mindenhol szilárd burkolat van. 1994-ben máig is tevékenykedő horgászegyesület alakult. A községben az egyik oldalon járda kiépítése is megtörtént. 1995-re a telefonrendszer is kiépült.

## Közélete

### Polgármesterei
- 1990–1994: Szabó István (független)[3]
- 1994–1998: Szabó István (független)[4]
- 1998–2002: Szabó István (független)[5]
- 2002–2006: Cseke László Zoltán (független)[6]
- 2006–2010: Cseke László Zoltán (független)[7]
- 2010–2014: Gáspár Károly (független)[8]
- 2014–2019: Gáspár Károly (független)[9]
- 2020–2024: Gáspár Károly (független)[10]
- 2024– : Pintér Tamás (független)[1]

A településen a 2019. október 13-án megtartott önkormányzati választás után, a polgármester-választás tekintetében nem lehetett eredményt hirdetni, az első helyen kialakult szavazategyenlőség miatt. A községet korábban vezető Gáspár Károly és egyetlen kihívója, Pintér Tamás egyaránt 84-84 érvényes szavazatot kapott, 3 szavazat pedig érvénytelennek bizonyult. Az emiatt szükségessé vált időközi választást 2020. január 26-án tartották meg, magasabb részvételi aránnyal, ami Gáspár Károlynak kedvezett: tíz szavazatnyi különbséggel, 105-95 arányban legyőzte kihívóját.

## Népesség
A település népességének változása:
| Lakosok száma | 245  | 236  | 233  | 249  | 262  | 272  | 278  |
|               | 2013 | 2014 | 2015 | 2021 | 2022 | 2023 | 2024 |

A 2011-es népszámlálás idején a nemzetiségi megoszlás a következő volt: magyar 98,4%. A lakosok 90,2%-a római katolikusnak, 2,3% reformátusnak, 2,3% felekezeten kívülinek vallotta magát (3,9% nem nyilatkozott).
2022-ben a lakosság 87,4%-a vallotta magát magyarnak, 3,1% cigánynak, 1,9% németnek, 1,5% egyéb, nem hazai nemzetiségűnek (9,9% nem nyilatkozott; a kettős identitások miatt a végösszeg nagyobb lehet 100%-nál). Vallásuk szerint 67,9% volt római katolikus, 1,1% református, 0,8% evangélikus, 0,4% izraelita, 0,8% egyéb katolikus, 3,4% felekezeten kívüli (25,6% nem válaszolt).

## Nevezetességei
- Horgásztó
- Horgászverseny, falunap, búcsú
- Vadászház 8 férőhelyes; magánházban 10 férőhely
- első világháborús, második világháborús emlékmű
- Specialitások: vadételek, halételek
- Sátortábor lehetőség a tó partján
- Háry János növénykertészete

## A település az irodalomban
- Érintőlegesen szerepel a település Bödőcs Tibor humorista első regényében, a zalai vidéki helyszínek sokaságát felvillantó Meg se kínáltak című kötetben (a 34. fejezetben).

## Külső hivatkozások
- Pötréte oldala a Nagykanizsai Kistérségi Adatkezelő Rendszer honlapcsaládjában